# Дърволази (птици)
Дърволазите (Dendrocolaptinae) са подсемейство птици от семейство Пещаркови (Furnariidae).
Включва около 57 вида птици с дължина 14 до 35 сантиметра, разпространени в Неотропическата област. Повечето видове имат сходна кафеникава окраска и се хранят главно с насекоми, които търсят по стъблата на дърветата.

## Родове
Подсемейство Dendrocolaptinae – Дърволази
- Триб Sittasomini
  - Dendrocincla
  - Deconychura
  - Sittasomus
  - Certhiasomus
- Триб Dendrocolaptini
  - Glyphorynchus
  - Nasica
  - Dendrexetastes
  - Dendrocolaptes
  - Hylexetastes
  - Xiphocolaptes
  - Dendroplex
  - Xiphorhynchus
  - Lepidocolaptes
  - Drymornis
  - Drymotoxeres
  - Campylorhamphus